# Brasserie Hoegaarden
 (avril 2021).
Si vous disposez d'ouvrages ou d'articles de référence ou si vous connaissez des sites web de qualité traitant du thème abordé ici, merci de compléter l'article en donnant les références utiles à sa vérifiabilité et en les liant à la section « Notes et références ».
La Brasserie Hoegaarden (en néerlandais : Brouwerij Hoegaarden) est une brasserie située dans la commune de Hoegaarden en province du Brabant flamand en Belgique. Elle est la plus importante brasserie belge produisant des bières blanches. Anciennement appelée Brasserie De Kluis (Brouwerij De Kluis), l'entreprise fait désormais partie du groupe brassicole AB InBev. Elle brasse les bières Hoegaarden.

## Histoire
Depuis le XIVe siècle, le village de Hoegaarden est connu pour élaborer des bières blanches dont un des composants est le froment abondamment cultivé dans cette partie de la Hesbaye flamande. Le nombre de brasseries augmente régulièrement et, en 1758, on répertorie jusqu'à 38 brasseries dans le village. Ensuite ce nombre se réduit progressivement pour atteindre 4 brasseries en 1937. À cette époque, la mode est à la pils et la bière blanche se vend moins.
En 1957, la brasserie Tomsin, dernière brasserie artisanale de Hoegaarden, ferme ses portes.
Actif comme laitier dans la brasserie de son père, Pierre Celis travaillait aussi pour son voisin Tomsin dont il a appris le métier de brasseur.  Pris de nostalgie pour cette bière blanche pleine de saveur, il fonde quelques années plus tard (1966à la brasserie De Kluis (signifiant en français : la voûte). L'entreprise se développe constamment et, pour s'agrandir, Pierre Celis fait l'acquisition de l'ancienne fabrique de limonade Hougardia qu'il transforme en brasserie.
Malheureusement, un incendie ravage l'entreprise en 1985 et Pierre Célis n'a pas les ressources nécessaires pour reconstruire. La brasserie Artois de Louvain lui vient en aide en investissant dans la construction d'une nouvelle brasserie et en entrant dans le capital de l'entreprise. Quand, en 1987, les brasseries Artois et Piedbœuf fusionnent pour former Interbrew, la brasserie De Kluis fait de facto partie de cette association. Et, plus tard, quand Interbrew entre dans la groupe brassicole international AB InBev, la brasserie De Kluis devient la Brasserie Hoegaarden. Pierre Célis a alors quitté l'entreprise en partance pour les États-Unis où il a fondé en 1992 la Celis Brewery à Austin (Texas).
La bière blanche (et plus particulièrement la Hoegaarden) redevenue populaire et à la mode dès le début des années 1980 reconquiert le marché belge. En 2006, AB InBev tente de délocaliser la production de la Hoegaarden à la brasserie Jupiler de Liège mais la qualité insuffisante de ce brassage fait revenir la production dans sa brasserie dès 2007. Cette bière s'exporte actuellement dans plus de 70 pays aux quatre coins du monde.

## Situation
La brasserie Hoegaarden se situe rue Altenaken à Hoegaarden. L'arrière du bâtiment se trouve à quelque 60 m de la limite avec la région wallonne et la commune de Jodoigne.

## Emblème

Logo Hoegaarden

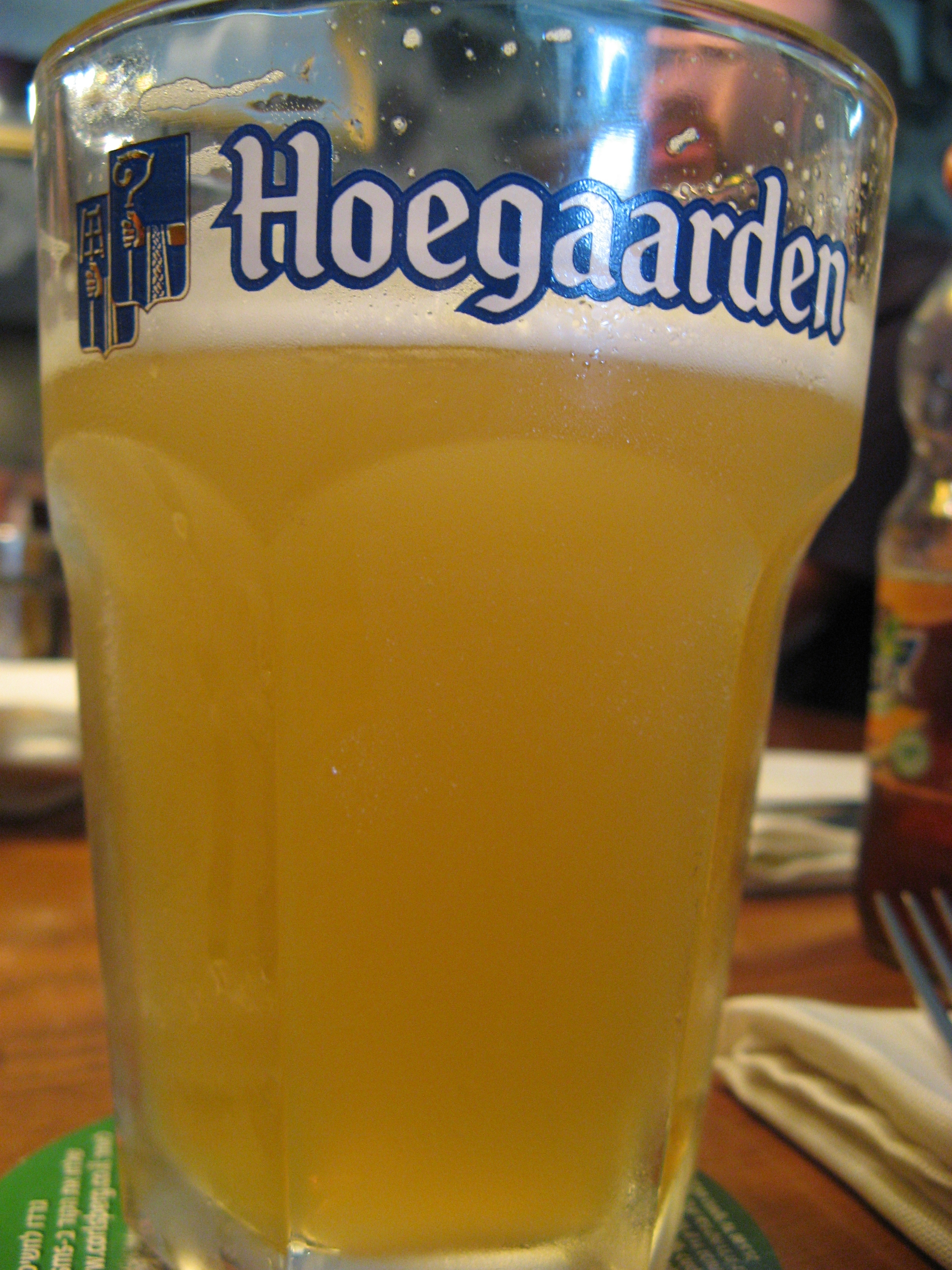
Verre de bière blanche Hoegaarden

L'emblème de la marque Hoegaarden est un double blason superposé sur fond bleu et dessin doré. Le blason de gauche représente l'avant-bras d'un brasseur avec serviette pendante et la main se saisissant d'un fourquet. Celui de droite montre l'avant-bras d'un prince-évêque (Hoegaarden faisait partie de la principauté de Liège) laissant pendre un manipule et la main tenant la crosse épiscopale.

## Bières
La bière blanche Hoegaarden se décline en 8 variétés.

## Autres brasseries belges AB InBev
- Brasserie Artois
- Brasserie Belle-Vue
- Brasserie Bosteels
- Brasserie Jupiler

## Source et lien externe
- Hoegaarden, ab-inbev.be